# Scyllarides latus
Tôm mũ ni Địa Trung Hải (Danh pháp khoa học: Scyllarides latus) là một loài tôm mũ ni được tìm thấy ở vùng biển Địa Trung Hải và ở phía đông Đại Tây Dương. Loài tôm này có thể ăn được và là thực phẩm được ưa thích, nhưng nay đã hiếm hơn nhiều trong phạm vi phân bố của nó do nạn đánh bắt quá mức. Con trưởng thành có thể dài lên đến 30 cm, và không có càng. Chúng là loài ăn đêm, nổi lên từ các hang và nơi trú ẩn khác trong ban đêm để ăn động vật thân mềm. Ngoài bị con người săn bắt, S. latus cũng bị ăn thịt bởi một loạt các loài cá xương. Loài có họ hàng gần nhất của nó là S. herklotsii sinh sống ngoài khơi bờ biển Đại Tây Dương của Tây châu Phi.

## Phân nố
Scyllarus latus được tìm thấy hầu hết ở ven bờ Địa Trung Hải (một ngoại lệ sống ở miền bắc Biển Adriatic), và ở các phần thuộc miền đông Đại Tây Dương từ gần Lisbon tại Bồ Đào Nha tới phía nam ở Senegal, gồm các quần đảo Madeira, Azores, quần đảo Selvagens và quần đảo Cape Verde. Ở Senegal, nó chung sống với loài họ hàng Scyllarides herklotsii, có bề ngoài tương tự.